# Pyrausta kenalis
Pyrausta kenalis là một loài bướm đêm trong họ Crambidae.